# Jacqueline Brizard
Pour les articles homonymes, voir Brizard.
Jacqueline Brizard, née Jacqueline Antonine (reconnue Jacqueline Tronquez) le 21 juin 1913 à Paris et morte le 9 octobre 1941 dans la même ville, est une actrice française de l'entre-deux-guerres.

## Biographie
Née le 21 juin 1913, Jacqueline Brizard est enregistrée à la mairie du 18e arrondissement de Paris sous l'identité de « Jacqueline Estelle Antonine, du sexe féminin, fille de père et mère non dénommés », sur la déclaration d'« Antonin Grange, artiste dramatique ». Elle est reconnue successivement par son père et sa mère : le 12 juillet 1913 par Léon Tronquez, artiste dramatique ; puis le 6 mai 1920 par Louise Estelle Duclosson, elle aussi actrice, quelques jours avant que l'un et l'autre ne se marient, à Bois-Colombes. La fillette prend le nom de Jacqueline Tronquez.
Né à Buenos Aires, Léon Tronquez est, sous le nom de Léon Brizard, un acteur de la troupe du théâtre du Grand-Guignol. Adoptant le même pseudonyme, sa fille débute sur scène à ses côtés dès l'âge de sept ans et l'accompagne dans des tournées en province, à la fin des années 1920 et au début des années 1930. Léon Tronquez meurt en 1932.
Entre 1931 et 1935, Jacqueline Brizard tourne quelques films, puis se consacre au théâtre radiophonique au sein de la compagnie Georges-Colin, une troupe de comédiens spécialisée dans l'interprétation d'œuvres dramatiques diffusées sur les ondes.
Sa dernière apparition publique connue a lieu en juillet 1938, à l'occasion d'un gala donné au théâtre du Parc de la maison de retraite des artistes de Couilly-Pont-aux-Dames, avec entre autres le concours de Charles Trénet.
Jacqueline Brizard meurt prématurément en 1941, à l'âge de 28 ans, à l'hôpital Broussais,. Elle est inhumée quatre jours plus tard au cimetière parisien de Bagneux (division 90).

## Cinéma
- 1931 : Après l'amour de Léonce Perret : Trèfle
- 1932 : Les Gaietés de l'escadron de Maurice Tourneur : la blanchisseuse
- 1933 : La Poule de René Guissart : Simone[9]
- 1933 : Je te confie ma femme de René Guissart : la manucure
- 1933 : Le Père prématuré de René Guissart
- 1935 : Dora Nelson de René Guissart : Clara
- 1935 : Bourrachon de René Guissart : l'infirmière

## Théâtre
- 1922 : Le Crime du Bouif, pièce en 3 actes et 9 tableaux d'André Mouëzy-Éon et Georges de la Fouchardière, à l'Eldorado-Casino de Nice (février) et en tournée : Jacqueline[10],[11]
- 1923 : La Nouvelle Héloïse, pièce en 2 actes d'Alfred Savoir, au théâtre du Grand-Guignol (23 mars) : Gontran[12]
- 1925 : La Gosse du clown, comédie en 3 actes et 3 tableaux de José de Bérys et Valentin Tarault, au théâtre de Noyon (14 mars)[13] et en tournée[14] : Claudine, la fille du clown
- 1926 : Les Amants de Sazy, comédie en 3 actes de Romain Coolus, au théâtre Michel (4 novembre) : Jack[15]
- 1928 : Les Misérables, drame en 2 actes de Paul Meurice, d'après le roman de Victor Hugo, sur Radio-Paris (2 février) : Cosette
- 1929 : Le Juif polonais, pièce en 3 actes d'Erckmann-Chatrian, sur Radio-Paris (4 juillet) : Lois
- 1929 : Crainquebille, nouvelle d'Anatole France, adaptation radiophonique de Georges Colin sur Radio-Paris (18 juillet) : une petite fille
- 1929 : L'Assommoir, pièce en 5 actes de William Busnach et Octave Gatineau, d'après le roman d'Émile Zola, sur Radio-Paris (3 octobre) : la petite Nana
- 1930 : Berlioz, pièce de Charles Méré, adaptation radiophonique de Georges Colin, sur Radio-Paris (7 février) : Petit Louis
- 1930 : La Femme de Tabarin, comédie en 1 acte de Catulle Mendès, sur Radio-Paris (16 octobre)
- 1930 : Les Petits, pièce en trois actes de Lucien Népoty, tournées Charles Baret[16] : la petite Jeannette
- 1934 : L'Été, comédie en trois actes de Jacques Natanson
- 1935 : Rouge, comédie en trois actes d'Henri Duvernois, au théâtre Saint-Georges (7 mars) : Emma
- 1937 : Les 37 Sous de M. Montaudoin, comédie-vaudeville en 1 acte d'Eugène Labiche, sur Paris-P.T.T. (17 mai)
- 1937 : Le Mariage de Pantalon, pièce de Jean Variot, sur Radio-Paris (1er août) : Colombine